# Globare (miasto Kruševac)
Globare (cyr. Глобаре) – wieś w Serbii, w okręgu rasińskim, w mieście Kruševac. W 2011 roku liczyła 364 mieszkańców.